# Distrito de Toro

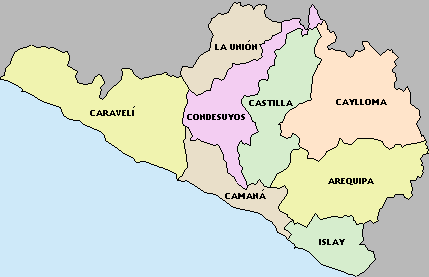
Provincias de Arequipa

El distrito de Toro es un distrito (municipio) de la provincia de La Unión, ubicada en el departamento de Arequipa, Perú. Según el censo de 2017, tiene una población de 556 habitantes.
Desde el punto de vista jerárquico de la Iglesia católica forma parte de la Prelatura de Chuquibamba en la Arquidiócesis de Arequipa.

## Historia
Agrupando las localidades de Toro, Caspi, Cupe y Chaucalla fue creado por Ley del 29 de diciembre de 1856 y reconocido como tal el 2 de enero de 1857.

## Geografía
Situado en la parte suroeste de la provincia, la capital se encuentra a 2964 m s. n. m. y a 3 horas a través de trocha carrozable de Cotahuasi.

## Centros poblados
Ancaro, Caspi, Chaucalla, Llallihua, Cupe, Huachuy, Pampacocha y Siringay.

## Economía
Las fértiles tierras acomodadas en las laderas del Cañón de Cotahuasi de Marpa, Huiñanquiri, Yachau, Huaso y Challaccay constituyen un microclima muy cálido (entre 30° y 35 °C) con escasas precipitaciones y son conocidas por la calidad de los vinos que aquí se elaboran de manera artesanal. Además de la vid producen: mangos, naranjas, sandías, pacaes, higos; también: camarones y pejerreyes.

## Autoridades

### Municipales
- 2023-2026
  - Alcalde: Jonathan Olidt Alvaro Heredia.
- 2019-2022
  - Alcalde: Francisco Elías Tapia Martínez.
- 2015-2018
  - Alcalde: Guillermo Nolberto Huamani Sanchez
- 2011-2014[5]
  - Alcalde: Eliseo Gilberto Villafuerte Espinal, del Movimiento Fuerza Arequipeña (FA).
  - Regidores: Bonifacio Urbano Gordillo Chamana (FA), Robinson Mejía Huarache (FA), Guillermo Nolberto Huamaní Sánchez (FA), Mili Rosi Cornejo Xesspe (FA), Poli García Guzmán (Juntos por el Sur).
- 2007-2010
  - Alcalde: Francisco Elías Tapia Martínez.

### Religiosas
- Obispo Prelado: Mons. Mario Busquets Jordá.

## Turismo
- Catarata de Sipia, en el Cañón de Cotahuasi, donde el río se precipita violentamente en 150 m. de caída libre estrellándose estrepitosamente con las rocas, el impacto produce miles de minúsculas gotitas que en combinación con el sol forman un hermoso arco iris.
- Huachuy, sencillo pueblo construido en piedra con techos de calamina. Tiene una sencilla plaza, y en su centro un añoso árbol de cedro. La capilla y el campanario son de adobe y piedra.

## Festividades
- San Juan
- Virgen del Rosario
- Carnavales.